# Atina
Atina là một đô thị thuộc tỉnh Frosinone trong vùng Lazio nước Ý. Đô thị này có diện tích 29 km², dân số 4480 người.
Đô thị này có làng trực thuộc: Ponte Melfa, Colle Melfa, San Marciano, Settignano, Rosanisco, Sabina, Colle Alto, Le Sode, Capo di China.
Đô thị này giáp các đô thị sau: Alvito, Belmonte Castello, Casalattico, Casalvieri, Gallinaro, Picinisco, Terelle, Villa Latina.